# Bultfonteinita
La bultfonteinita es un mineral de la clase de los nesosilicatos. Fue descubierta en 1932 en Bultfontein (Sudáfrica), siendo nombrada así por esta localización.

## Características químicas
Es un silicato hidratado de calcio con aniones adicionales hidroxilo y fluoruro. La estructura molecular es de nesosilicato en coordinación siete y con aniones adicionales de flúor.
Además de los elementos de su fórmula, suele llevar como impurezas: boro, aluminio, sodio y potasio.

## Formación y yacimientos
Se forma en diabasa y fragmentos de esquistos en roca kimberlita, también en la zona de contacto de roca caliza metamorfizada térmicamente.
Suele encontrarse asociado a otros minerales como: calcita, apofilita, natrolita, afwillita, scawtita, oyelita o xonotlita.